# Dezső Lóránt
Dezső Lóránt (Budapest, 1914. május 7. — Debrecen, 2003. december 16.) magyar csillagász, az MTA Napfizikai Obszervatóriuma  igazgatója, Dezső Kázmér nagykőrösi polgármester fia.

## Életpályája
Dezső Kázmér nagykőrösi polgármester fia volt. 1938-ban szerzett diplomát a Pázmány Péter Tudományegyetemen. A zürichi egyetemen eltöltött egy év alatt kezdett el érdeklődni a napfizikai kutatások iránt. 1941-től Kolozsváron oktatott és az egyetem csillagvizsgálójának vezetőjeként tevékenykedett. 1944 és 1948 között a  Bolyai Tudományegyetemen a csillagászat tanára volt. 1948-ban tért vissza Magyarországra. 1957-ben Debrecenbe költözött, ahol létrejött az MTA Napfizikai Obszervatóriuma, amelynek Dezső Loránt lett az igazgatója.

## Munkássága
Fő kutatási területe a napfizika.

## Díjai, elismerései
Ludmány András szerint, aki Dezső Lóránt utóda a debreceni Napfizikai Obszervatórium élén,  „Dezső Lóránt született vezető volt, akkor érezte magát elemében, mikor körülötte hemzsegett mindenki, folyt a munka, ilyenkor olyan volt, mint egy hajóskapitány. Idős korában is megcsodáltuk energiáját, hogy kilencven felé közeledve is minden nap elegánsan, öltönyben, nyakkendőben kijött az obszervatóriumba, hogy kövesse a szakma eseményeit.”

## Főbb publikációi
- Dezső Lóránt: A Naprendszer mozgása. Csillagászati Lapok. 1938. I. évfolyam, 1., 2. és 3. szám, 1–37.
- Dezső Lóránt: A Kolozsvári Egyetemi Csillagvizsgáló, 1941–1942. Csillagászati Lapok. 1943. 6. évfolyam 1. szám, 20–35.
- Kovacs, Agnes; Dezso, L.:  An analysis of surges triggered by a small flare. Solar Physics'1 (ISSN 0038-0938), vol. 129, Oct. 1990, p. 313–324.
- Dezso, L.; Gerlei, O.; Kovacs, A.; Fludra, A.; Jakimiec, J.:  On the quasi-homologous limb flares observed on 3 August 1981, Advances in Space Research (ISSN 0273-1177), vol. 6, no. 6, 1986, p. 65–68.
- Martin, S. F.; Dezso, L.; Antalova, A.; Kucera, A.; Harvey, K. L.: Emerging magnetic flux, flares and filaments - FBS interval 16-23 June 1980.  Advances in Space Research (ISSN 0273-1177), vol. 2, no. 11, 1982, p. 39–51.